# Igor Rosohovatski
Igor Rosohovatski (Игорь Маркович Росоховатский, n. 30 august 1929, Șpola, RSS Ucraineană, URSS – d. 7 iunie 2015) a fost un scriitor de science-fiction ucrainean/sovietic, prozator și poet. S-a născut la Șpola din regiunea Cerkasî, Ucraina. A absolvit facultatea de limbă și literatură a Institutului Pedagogic din Kiev. I s-a publicat prima lucrare în 1946. Ca jurnalist științific, a lucrat în redacțiile ziarelor ucrainene (Tânărul Leninist etc.) și a fost autor al multor cărți și a peste o sută de articole științifice populare.

## Traduceri
În limba română i-au fost traduse lucrări ca O întâlnire prin timp (Пришельцы из другого времени); Enigma „Rechinului” (Загадка «Акулы»); Marea ce clocotește în noi (toate în CPSF 165 / 01-10-1961), Jucătorul electronic; Peste pragul sensibilității (За порогом чувствительности); Reintrarea campionului olimpic (Возвращение олимпийца) (toate în CPSF 184 / 15-07-1962), Ereditatea (CPSF 219/1964) Cazul comandorului (CPSF 283 - 284), Însemnările doctorului Burkin (CPSF 316); Spirala istoriei (Scenarii de radio și film) (CPSF 319), Glume... cibernetice (CPSF 336), Tor 1 (Тор-1, CPSF 379), Noaptea planctonului (457 - 461, 1973) (traducere de Igor Block). În volumul Formula nemuririi: Povestiri științifico-fantastice sovietice (Editura Tineretului, 1967) i-a apărut povestirea „Podul” (Мост), iar în volumul Cronici metagalactice (Editura Tehnică, 1990) a fost republicată povestirea „O întâlnire prin timp” (Пришельцы из другого времени) (traducere de Igor Block).

## Povestiri
Enigma „Rechinului” a apărut prima dată în 1959. „Rechinul” este o nouă boală mortală. Dificultatea creării unui vaccin se datorează incapacității de a detecta agentul provocator al bolii. Este foarte important pentru Yuri să dezvăluie secretul agentului patogen cât mai curând posibil, deoarece iubita sa Marina moare din cauza „rechinului”.
În Peste pragul sensibilității, tânărul cercetător Vitalie a participat la crearea unui medicament care poate schimba calitatea celulelor nervoase și crește astfel sensibilitatea acestora de sute de ori. Acesta a testat medicamentul pe sine - astfel că este primul dintre oameni care a trecut peste pragul sensibilității. Acum poate vedea mai bine decât pisicile în întuneric,  poate prinde cele mai fine mirosuri mai bine decât câinii. Auzul său este acum mai sensibil decât orice dispozitiv. Dar există o latură negativă...
Noaptea planctonului a apărut  prima dată în 1971  ca Пусть сеятель знает. Tema lucrării este inteligența caracatițelor ca urmare a deversării deșeurilor nucleare de către oameni în ocean. Caracatițele încep să aibă minți mai puternice decât mintea umană. În plus, posedă telepatie. Iar abilitatea lor de a se reproduce rapid și extrem de abundent ar putea chiar să ducă lumea în pragul dezastrului.